# Liste der Baudenkmäler in Perasdorf

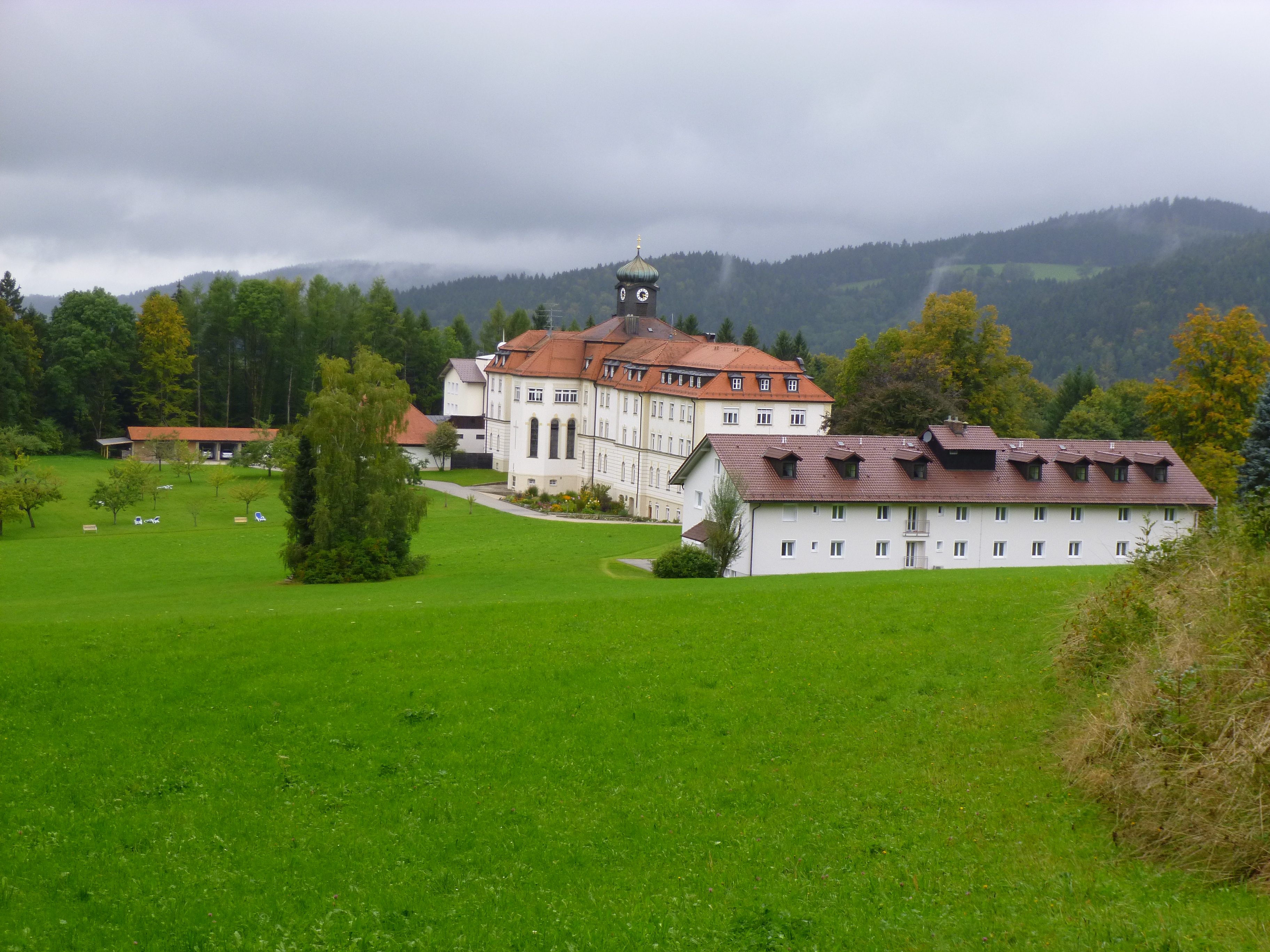
Kostenz, Kloster der Barmherzigen Brüder

Auf dieser Seite sind die Baudenkmäler in der niederbayerischen Gemeinde Perasdorf zusammengestellt. Diese Tabelle ist eine Teilliste der Liste der Baudenkmäler in Bayern. Grundlage ist die Bayerische Denkmalliste, die auf Basis des Bayerischen Denkmalschutzgesetzes vom 1. Oktober 1973 erstmals erstellt wurde und seither durch das Bayerische Landesamt für Denkmalpflege geführt wird. Die folgenden Angaben ersetzen nicht die rechtsverbindliche Auskunft der Denkmalschutzbehörde.

## Baudenkmäler nach Ortsteilen

### Perasdorf
| Lage                          | Objekt                                 | Beschreibung                                     | Akten-Nr.    | Bild           |
| ----------------------------- | -------------------------------------- | ------------------------------------------------ | ------------ | -------------- |
| Laurentiusstraße 2 (Standort) | Katholische Pfarrkirche St. Laurentius | Einheitlicher Rokokobau um 1765; mit Ausstattung | D-2-78-171-1 | weitere Bilder |

### Bach
| Lage              | Objekt                      | Beschreibung                               | Akten-Nr.    | Bild |
| ----------------- | --------------------------- | ------------------------------------------ | ------------ | ---- |
| Bach 1 (Standort) | Hierzu Blockbau-Traidkasten | Auf Bruchsteinerdgeschoss, 18. Jahrhundert | D-2-78-171-2 | BW   |

### Haigrub
| Lage                  | Objekt                | Beschreibung                                                    | Akten-Nr.    | Bild |
| --------------------- | --------------------- | --------------------------------------------------------------- | ------------ | ---- |
| Haigrub 11 (Standort) | Ehemaliges Bauernhaus | Mit Blockbau-Obergeschoss, Dach später, im Kern 18. Jahrhundert | D-2-78-171-3 | BW   |

### Hauersäge
| Lage                   | Objekt   | Beschreibung                                                                             | Akten-Nr.    | Bild |
| ---------------------- | -------- | ---------------------------------------------------------------------------------------- | ------------ | ---- |
| Hauersäge 1 (Standort) | Wohnhaus | Kleiner Flachsatteldachbau, Obergeschoss verputzter Blockbau, 2. Viertel 19. Jahrhundert | D-2-78-171-4 | BW   |

### Kohlwessen
| Lage                    | Objekt      | Beschreibung                                                                                   | Akten-Nr.    | Bild |
| ----------------------- | ----------- | ---------------------------------------------------------------------------------------------- | ------------ | ---- |
| Kohlwessen 4 (Standort) | Einzelhof   | Obergeschoss in Blockbau mit verschaltem Vordach, Mitte 19. Jahrhundert, nordöstlich des Ortes | D-2-78-171-6 | BW   |
| Kohlwessen 8 (Standort) | Waldlerhaus | Ausnahmehaus, mit Schrot, Anfang 19. Jahrhundert                                               | D-2-78-171-5 | BW   |

### Kostenz
| Lage                    | Objekt                          | Beschreibung | Akten-Nr.    | Bild           |
| ----------------------- | ------------------------------- | --- | ------------ | -------------- |
| Kostenz 1, 2 (Standort) | Kloster der Barmherzigen Brüder | Dreigeschossiger, neubarocker Mansarddachbau mit Risaliten und turmbekröntem Mittelbau, um 1900 Zugehöriger Wirtschaftshof, ehemaliges Wohnstallhaus, Wohnteil mit Blockbau-Obergeschoss und Hochlaube, 18./19. Jahrhundert, Stallteil 1899 erneuert | D-2-78-171-7 | weitere Bilder |

### Mühlbogen
| Lage                   | Objekt          | Beschreibung | Akten-Nr.     | Bild |
| ---------------------- | --------------- | --- | ------------- | ---- |
| Mühlbogen 2 (Standort) | Kleinhaus       | Zweigeschossiger Blockbau auf Bruchsteinuntergeschoss, 2. Hälfte 18. Jahrhundert                                            | D-2-78-171-10 | BW   |
| Mühlbogen 3 (Standort) | Ehemalige Mühle | Alte Gesamtanlage des 19. Jahrhunderts, Hauptbau Waldlerhaus mit Giebelschrot, zum Teil Blockbau, 1. Hälfte 19. Jahrhundert | D-2-78-171-9  | BW   |

### Oberlindberg
| Lage                      | Objekt             | Beschreibung                                                            | Akten-Nr.     | Bild |
| ------------------------- | ------------------ | ----------------------------------------------------------------------- | ------------- | ---- |
| Oberlindberg 3 (Standort) | Hierzu Traidkasten | Blockbau-Obergeschoss aus massivem Unterbau, 1. Drittel 19. Jahrhundert | D-2-78-171-11 | BW   |

### Oberrottensdorf
| Lage                         | Objekt        | Beschreibung | Akten-Nr.     | Bild |
| ---------------------------- | ------------- | --- | ------------- | ---- |
| Oberrottensdorf 1 (Standort) | Wohnstallhaus | Eingeschossig mit Giebelschrot, im Kern 18./19. Jahrhundert Traidkasten mit Blockbau-Obergeschoss, 1. Hälfte 19. Jahrhundert | D-2-78-171-12 | BW   |

### Unterholzen
| Lage       | Objekt  | Beschreibung | Akten-Nr.     | Bild |
| ---------- | ------- | --- | ------------- | ---- |
| (Standort) | Kapelle | Schlichter Kapellenbau, Mitte 19. Jahrhundert; mit Ausstattung nicht nachqualifiziert, im Bayerischen Denkmal-Atlas nicht kartiert | D-2-78-171-14 | BW   |

### Unterlindberg
| Lage                       | Objekt                 | Beschreibung                                                                | Akten-Nr.     | Bild |
| -------------------------- | ---------------------- | --------------------------------------------------------------------------- | ------------- | ---- |
| Unterlindberg 5 (Standort) | Ehemaliges Waldlerhaus | Mit später erhöhtem Dach, zum Teil offener Blockbau, Anfang 19. Jahrhundert | D-2-78-171-15 | BW   |

### Unterperasdorf
| Lage                        | Objekt      | Beschreibung                                                                                                 | Akten-Nr.     | Bild |
| --------------------------- | ----------- | --- | ------------- | ---- |
| Unterperasdorf 4 (Standort) | Waldlerhaus | Erdgeschossiger Blockbau mit gemauertem Stallbereich, 18. Jahrhundert, Satteldach später erhöht und erneuert | D-2-78-171-23 | BW   |

### Unterschellnberg
| Lage                             | Objekt                                    | Beschreibung | Akten-Nr.     | Bild |
| -------------------------------- | ----------------------------------------- | --- | ------------- | ---- |
| Unterschellnberg 2 (Standort)    | Kleiner Einzelhof                         | Waldlerhaus, Oberteil Blockbau mit Giebel-Stangenschrot, Anfang 19. Jahrhundert                                                               | D-2-78-171-18 | BW   |
| Unterschellnberg 3, 5 (Standort) | Ehemaliges Ausnahmshaus des Dreiseithofes | Zweigeschossiger Blockbau mit eingezogenem Grundriss, 2. Hälfte 18. Jahrhundert Wohnhaus, eingeschossig mit Giebelschrot, 18./19. Jahrhundert | D-2-78-171-19 | BW   |

### Wetzstein
| Lage                   | Objekt    | Beschreibung                                                                                       | Akten-Nr.     | Bild |
| ---------------------- | --------- | -------------------------------------------------------------------------------------------------- | ------------- | ---- |
| Wetzstein 1 (Standort) | Einzelhof | Wohnteil eines Waldlerhauses, Kniestock und Giebelfeld Blockbau, im Kern 2. Hälfte 18. Jahrhundert | D-2-78-171-21 | BW   |

## Ehemalige Baudenkmäler
In diesem Abschnitt sind Objekte aufgeführt, die früher einmal in der Denkmalliste eingetragen waren, jetzt aber nicht mehr. Objekte, die in anderem Zusammenhang also z. B. als Teil eines Baudenkmals weiter eingetragen sind, sollen hier nicht aufgeführt werden. Aktennummern in diesem Abschnitt sind ehemalige, jetzt nicht mehr gültige Aktennummern.

| Lage                                 | Objekt      | Beschreibung                                                          | Akten-Nr.     | Bild |
| ------------------------------------ | ----------- | --------------------------------------------------------------------- | ------------- | ---- |
| Rautenstock Rautenstock 1 (Standort) | Waldlerhaus | Kleiner offener Blockbau des 18./19. Jahrhunderts, rückwärts erneuert | D-2-78-171-13 | BW   |